# The Pulse

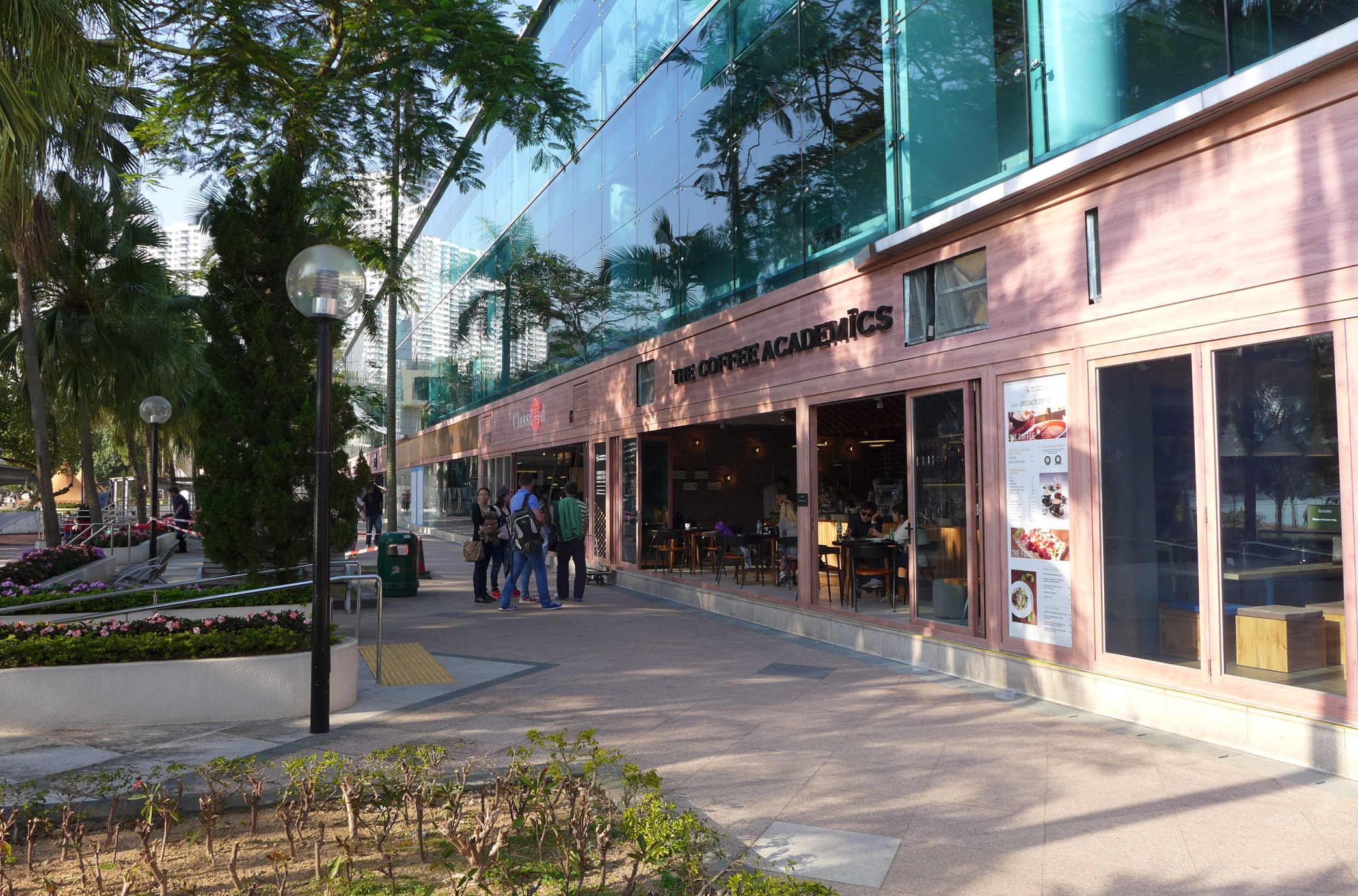
1樓戶外設休閒食肆

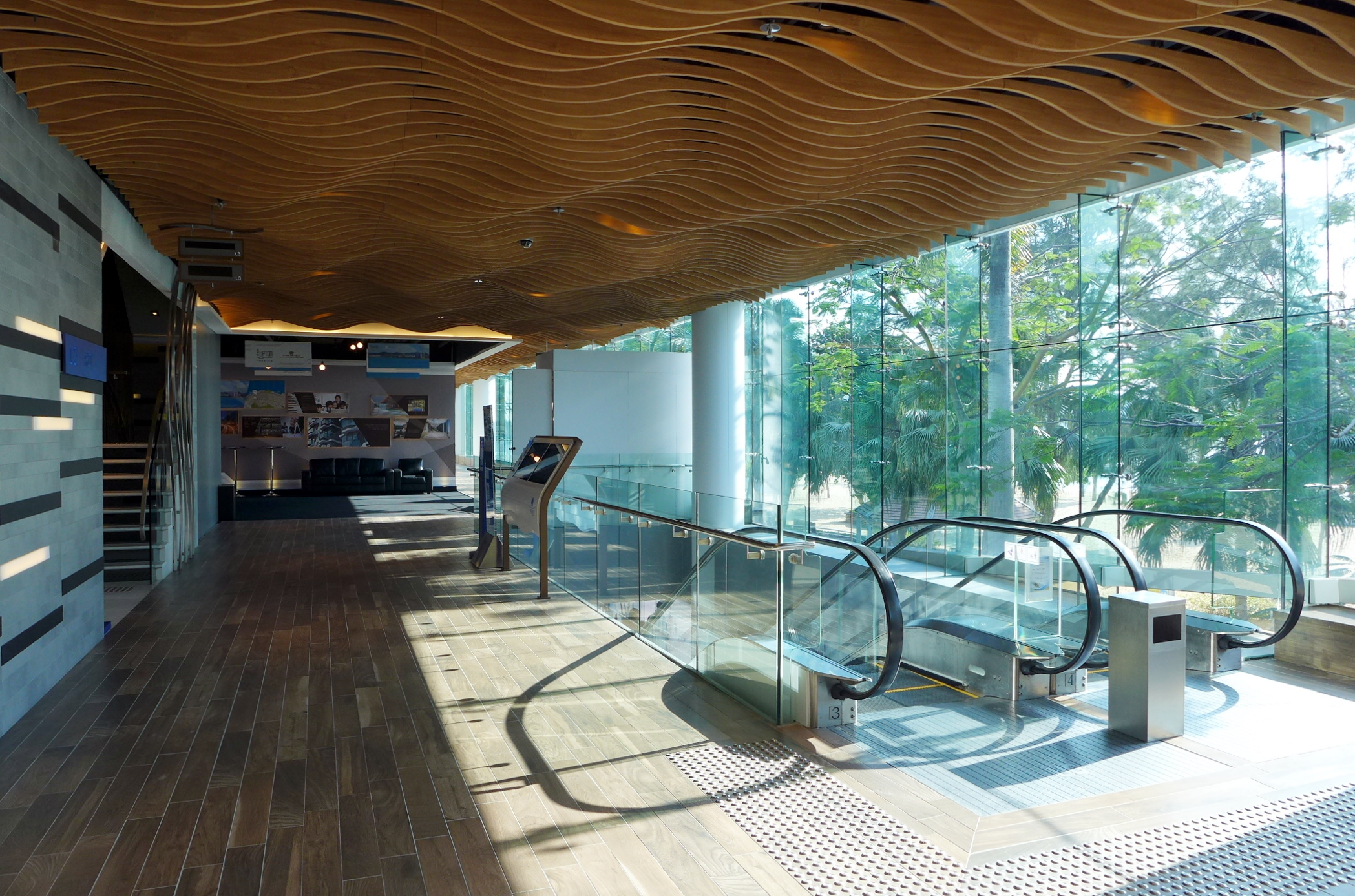
2樓設有玻璃幕牆，假天花以波浪木設計

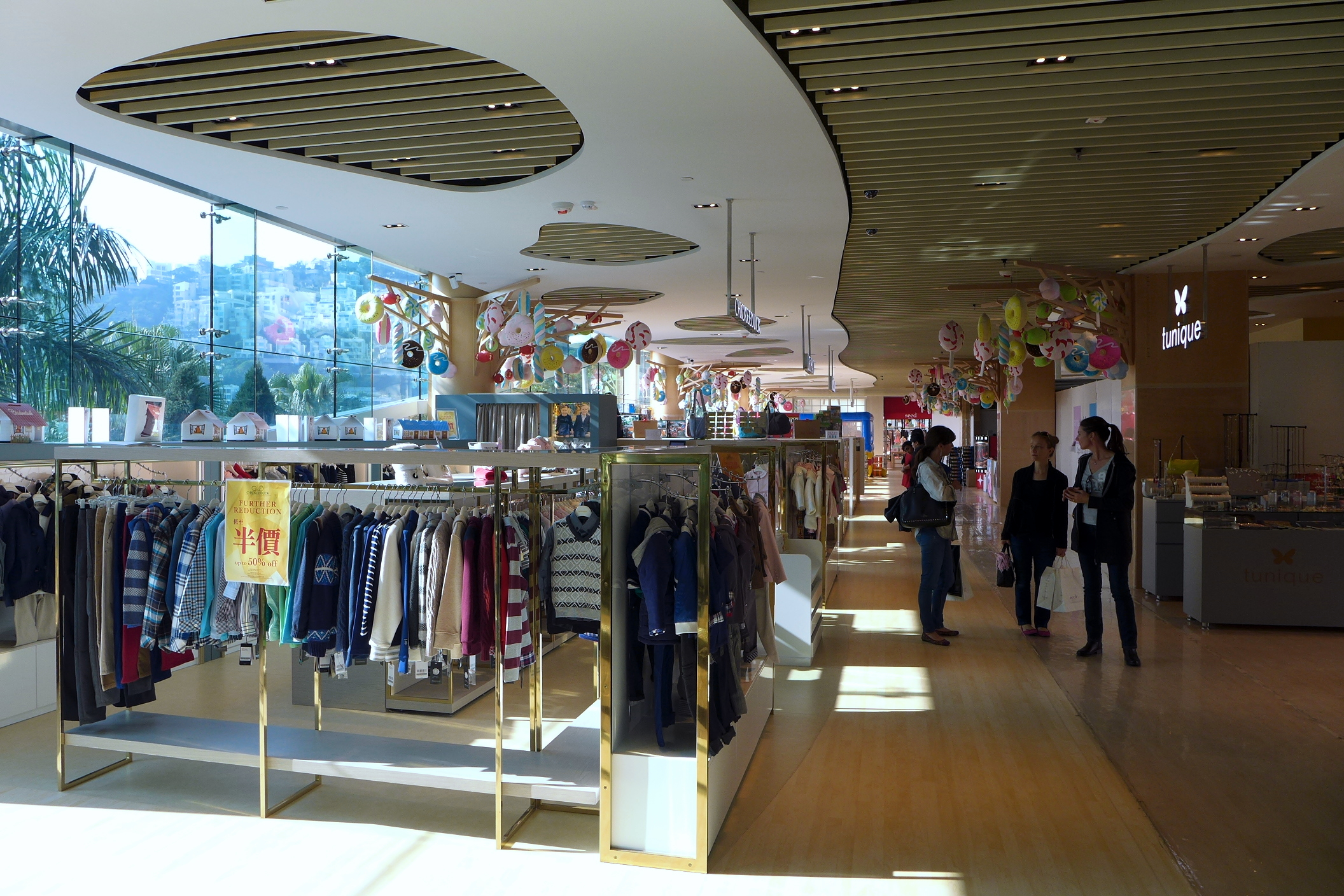
2樓兒童服裝地帶 peek-a-boo

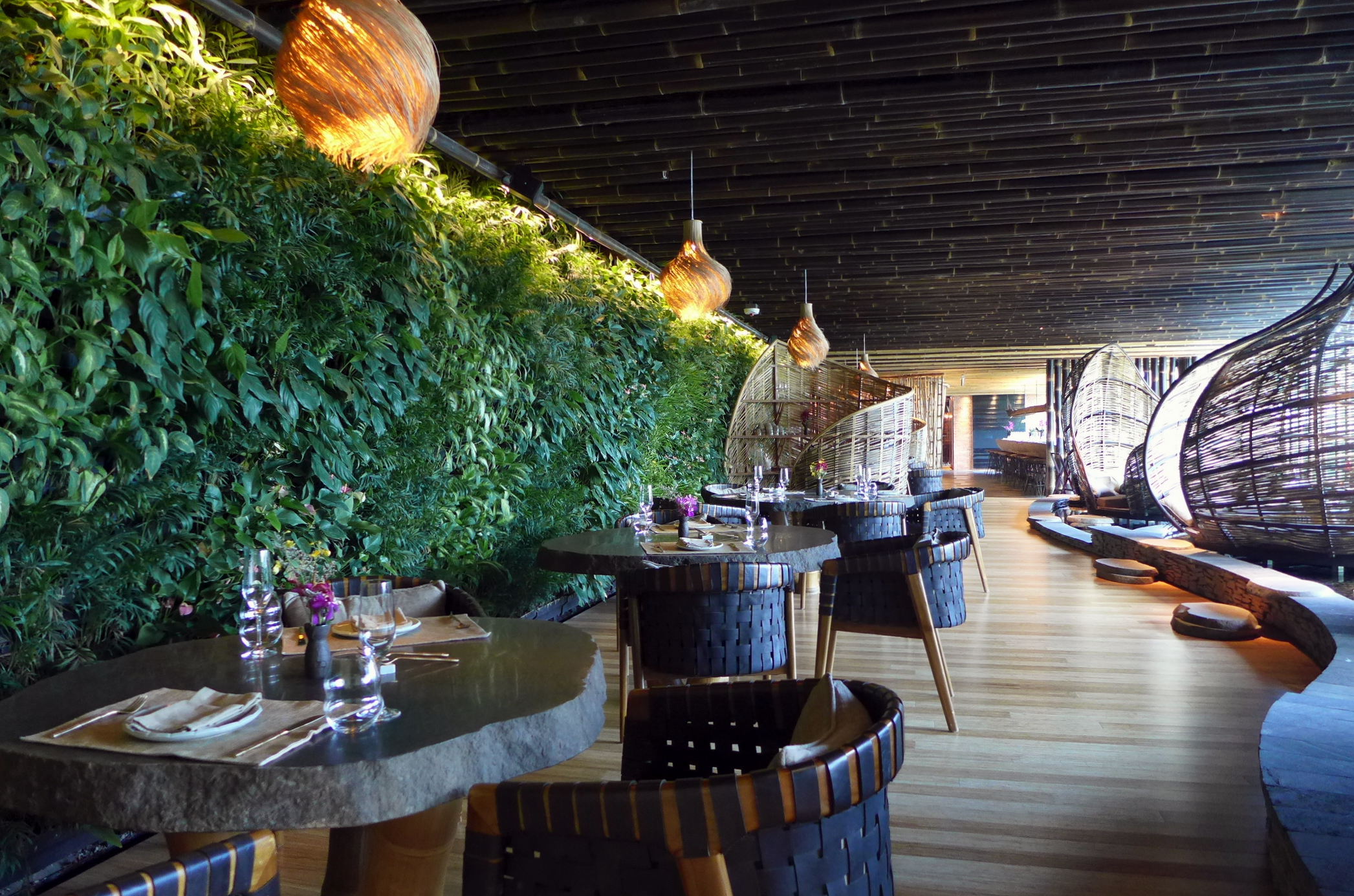
3樓峇里餐廳TRi

the pulse位於香港香港島淺水灣海灘道28號，號稱是全港首間灘畔購物商場，於2014年11月25日試業，總承建商為佳盛建築有限公司。商場樓高6層，其中最底兩層是地庫停車場。商場由英皇集團持有，現聘用仲量聯行物業管理有限公司作物業管理。

## 歷史
the pulse前身為麗都商場，由馮秉芬集團（東方明珠石油之前身）旗下的麗都國際有限公司（Lido Development LTD.）發展，早於1976及1983年分兩期入伙，是淺水灣除了淺水灣酒店外第一個商業項目。在華人置業集團於1986年的收購戰後，其時馮秉芬集團已陷入財困，而華置亦落入劉鑾雄的手上，至1987年馮秉芬只得損手離場，以作價二千萬港元將項目賣給明輝發展（IHD，即併購後的光大控股），卻保留麥當勞的業權。結果英皇集團透過與明輝發展聯營公司，於1993年購入，並決定重建商場，當城市規劃委員會於1998年批准英皇重新發展為三層高商場後，英皇遂於2000年收購麥當勞的鋪位，並隨即進行重建。商場本來於2011年便重建完成，唯圖則未獲地政總署批准，違反批租條件，樓面面積由4萬平方呎大幅增加至14萬平方呎，引致2009年落成後一直空置至2014年。英皇無視政府發出的多次警告，堅持興建商場。英皇曾就這項目向法庭提出訴訟，但原訟法庭於2009年駁回申索，英皇其後向法庭呈交上訴通知書，至2011年仍未編定上訴的聆訊日期。
2012年5月，英皇集團（國際）與香港特區政府達成協議，英皇集團（國際）以7.98億港元向香港特區政府支付補地價
2025年2月，英皇集團（國際）向城市規劃委員會申請將The Pulse地庫1層，地下高層及1樓改建成酒店並提供約96間客房，涉及可建總樓面70,935方呎

## 建築特色
商場前臨淺水灣沙灘，因此2樓以上樓層都設有玻璃幕牆，讓顧客可一邊購物，一邊欣賞淺水灣優美景色。1樓位於淺水灣沙灘後方，特設多間「街舖」，其中開設了不少休閒食肆及咖啡店。

## 租戶
一樓淺水灣沙灘後方，特設多間「街舖」，其中開設了不少休閒食肆及咖啡店。其餘租戶包括Pure South健身中心及Market Place by Jasons超級市場(已結業)。
二樓設兒童地帶 peek-a-boo，租戶以童裝為主。其餘租戶以家具及飾品店為主，包括Doma, Black Swan Wine和VIA Eyewear等。食肆為Häagen-Dazs。
三樓東邊為源自英國倫敦的Maggie & Rose Beach Club 。

## 商場設施
- Sunset Beach Club

位於商場天台，坐擁180度開揚海景，場內特設多張沙發坐位給顧客休息，是商場內其中一個特式公共空間。
- 儲物櫃

商場地庫一樓設有儲物櫃，方便顧客到沙灘享受陽光與海灘時把隨身物件安置好。
- Charge Spot流動充電裝置

商場一樓設有Charge Spot流動充電裝置，顧容可於租借地的任何 ChargeSpot 歸還外，更支援跨國歸還。
- 草原影院

商場於開幕初期有兩層均舖上人工草皮，其中一層是玩流行的Bubble soccer，天台設有草原影院體驗，遊人能躺在舒適的椅子上看電影，入夜後更可坐在Hot Tub水池中觀賞電影。該設施現已關閉。
- Hot Tub影院

天台於2014年11月至12月期間設外國流行的Hot Tub Cinema，遊人可以一邊浸暖水浴，一邊欣賞多部荷里活經典電影。影院已於2014年12月13日結束。

## 活動
- 2015：Endless Summer at the pulse

The Pulse一連七個周六舉行Endless Summer at the pulse活動，例如：水上足球、巨型水上保齡和水槍大戰，亦有小型市集售賣各種美食及沙灘用品。

## 外部連結
- The Pulse官方網站 （页面存档备份，存于）